# ジョージ・マレー (第6代アソル公爵)
第6代アソル公爵ジョージ・オーガスタス・フレデリック・ジョン・マレー（英語: George Augustus Frederick John Murray, 6th Duke of Atholl, KT, DL、1814年12月20日 – 1864年1月16日）は、イギリスの貴族。

## 経歴
1814年12月20日、初代グレンライオン男爵ジェイムズ・マレー(第4代アソル公爵ジョン・マレーの次男)とその妻エミリー(第2代ノーサンバーランド公爵ヒュー・パーシーの娘)の間の長男としてロンドン・グレイト・カンバーランド・プレイスに生まれる。
1837年10月12日の父の死去で第2代グレンライオン男爵位を継承し。貴族院議員に列した。
1843年から1864年までフリーメイソンのスコットランド・グランドロッジのグランドマスターを務めた。
1846年9月14日に伯父の第5代アソル公爵ジョン・マレーが子供なく死去したため、甥の彼が第6代アソル公爵位を継承した。
1864年1月16日に死去した。

## 栄典

### 爵位
- 1837年10月12日、第2代グレンライオン男爵(1821年創設連合王国貴族爵位)
- 1846年9月14日、第6代アソル公爵(1703年創設スコットランド貴族爵位)
- 1846年9月14日、第7代アソル侯爵(1676年創設スコットランド貴族爵位)
- 1846年9月14日、第6代ティリバーディン侯爵(1703年創設スコットランド貴族)
- 1846年9月14日、第9代タリバーディン伯爵(1628年創設スコットランド貴族爵位)
- 1846年9月14日、第8代アソル伯爵(1629年創設スコットランド貴族爵位)
- 1846年9月14日、第7代タリバーディン伯爵(1676年創設スコットランド貴族爵位)
- 1846年9月14日、第6代ストラステ及びストラスエーデル伯爵(1703年創設スコットランド貴族爵位)
- 1846年9月14日、第3代ストレンジ伯爵(1786年創設グレートブリテン貴族)
- 1846年9月14日、第7代バルクヒダー子爵(1676年創設スコットランド貴族爵位)
- 1846年9月14日、第6代バルウィダー、グレナルモンド及びグレンライオン子爵(1703年創設スコットランド貴族)
- 1846年9月14日、第11代タリバーディンのマレー卿(1604年スコットランド貴族爵位)
- 1846年9月14日、第9代マレー、ガスク及びバルクヒダー卿(1628年創設スコットランド貴族爵位)
- 1846年9月14日、第7代マレー、バルバニー及びガスク卿(1676年創設スコットランド貴族爵位)
- 1846年9月14日、第6代カウンティ・オブ・ペースにおけるマレー、バルバニー及びガスク卿(1703年創設スコットランド貴族爵位)
- 1846年9月14日、第11代ストレンジ男爵(1628年創設イングランド貴族爵位)
- 1846年9月14日、第3代スタンリーのマレー男爵(1786年創設グレートブリテン貴族爵位)[2]

### 勲章
- 1853年10月、シッスル勲章ナイト(KT)[2]

## 家族
1839年にアン・ヒューム＝ドラモンドと結婚し、彼女との間に爵位を継承する一人息子ジョン・スチュワート・マレーを儲けた。